# Lakeport (Californie)
Pour les articles homonymes, voir Lakeport.
Lakeport est une ville de l’État de Californie, siège du comté de Lake, aux États-Unis. Sa population s’élevait à 4 753 habitants lors du recensement de 2010, estimée à 4 772 habitants en 2016.

## Démographie
| 1880 | 1890 | 1900 | 1910 | 1920  | 1930  |
| ---- | ---- | ---- | ---- | ----- | ----- |
| 562  | 991  | 726  | 870  | 1 024 | 1 318 |

| 1940  | 1950  | 1960  | 1970  | 1980  | 1990  |
| ----- | ----- | ----- | ----- | ----- | ----- |
| 1 490 | 1 983 | 2 303 | 3 005 | 3 675 | 4 390 |

| 2000  | 2010  | - | - | - | - |
| ----- | ----- | - | - | - | - |
| 4 820 | 4 753 | - | - | - | - |

## Source
- (en) Cet article est partiellement ou en totalité issu de l’article de Wikipédia en anglais intitulé « Lakeport, California » (voir la liste des auteurs).

1. ↑  « Statistiques des États-Unis - Californie - Profils des communautés de 2010 » (consulté en novembre 2020)